# Chioneosoma senex
Chioneosoma senex är en skalbaggsart som beskrevs av Semenov 1902. Chioneosoma senex ingår i släktet Chioneosoma och familjen Melolonthidae. Inga underarter finns listade i Catalogue of Life.